# Feldkapelle Mariahilf (Edenbergen)

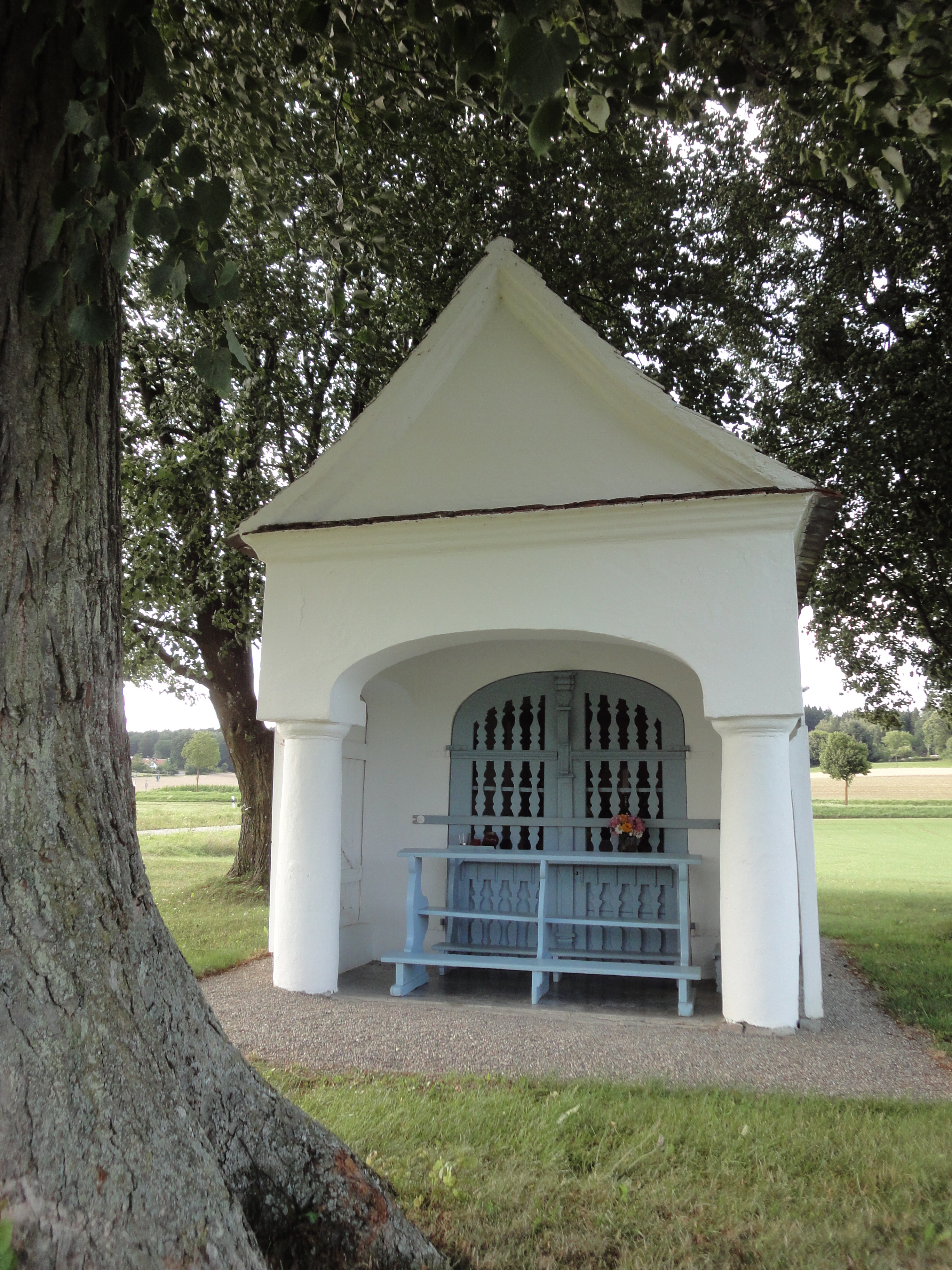
Die Feldkapelle Mariahilf bei Edenbergen

Die Feldkapelle Mariahilf bei Gersthofen-Edenbergen stammt aus der ersten Hälfte des 18. Jahrhunderts und steht unter Denkmalschutz.

## Lage
Die Feldkapelle liegt nördlich der geschlossenen Bebauung Edenbergens am Angerfeld des Dorfes, dem Gemeindeplatz. Im Osten führt an der Kapelle die Verlängerung der Lindenbergstraße, die Edenbergen an die Verbindungsstraße zwischen Batzenhofen und Rettenbergen anschließt, vorbei. Die Kapelle wird sternförmig von drei als Naturdenkmal geschützten Linden umgeben und befindet sich wie auch der Gemeindeplatz auf Batzenhofer Flur, gehört aber zu Edenbergen.

## Geschichte
Das genaue Baujahr der Feldkapelle ist nicht überliefert, aus historischen Quellen ist aber zu schließen, dass sie in der ersten Hälfte des 18. Jahrhunderts und vor 1738 errichtet wurde. Eine erste Erneuerung der Kapelle erfolgte 1797. Die Ausstattung der Kapelle wurde im Laufe der Zeit ergänzt, so unter anderem durch die Anbringung von vier Votivtafeln aus der ersten Hälfte des 19. Jahrhunderts. Seit welchem Jahr der Feldgottesdienst der Gemeinde Sankt Martin in Batzenhofen zu Mariä Himmelfahrt an der Kapelle gehalten wird, ist nicht überliefert.

## Architektur

### Kapellengebäude

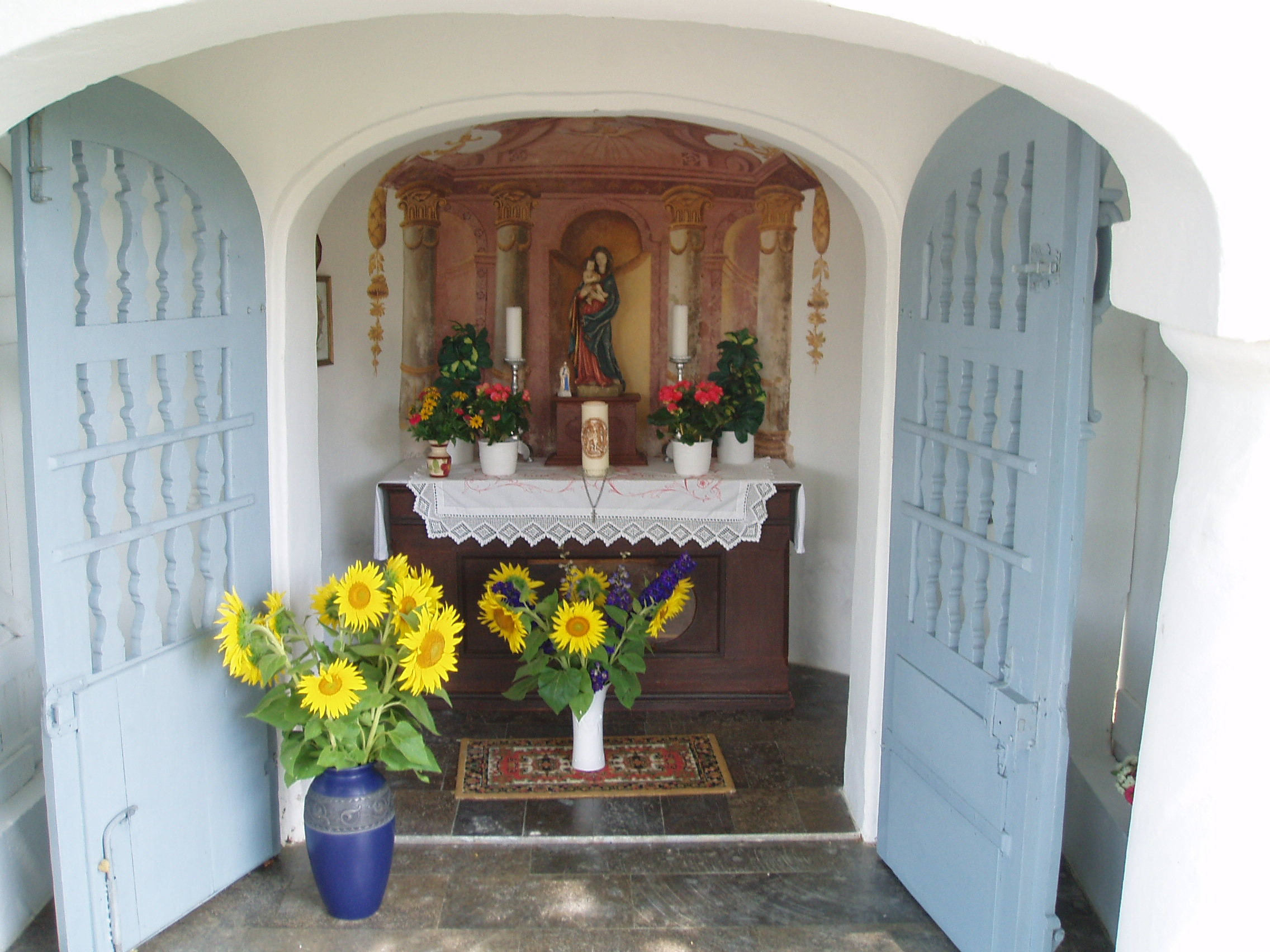
Der Altar der geöffneten Kapelle

Die Kapelle ist ausgeführt als Satteldachbau mit umlaufendem Gesims, das am Giebel kräftiger ausfällt. Das Dach ist mit roten Tonziegeln gedeckt. Der Bau läuft nach Norden mit einem halbrunden Schluss aus, auf der Südseite befindet sich eine durch zwei Rundsäulen mit Wulstkapitell gestützte kleine Vorhalle. Die seitlichen Öffnungen zwischen den Säulen und dem eigentlichen Kapellenbau sind mit Holztafeln verschlossen. In der West- und Ostwand der Kapelle befinden sich zwei zurückgesetzte Stichbogenfenster. Der Altarraum der Kapelle ist für gewöhnlich durch eine hellblau gestrichene, zweiflügelige Tür aus Holzbalustern mit einem in der Mitte aufgesetzten Pilaster verschlossen, vor der zwei in derselben Farbe gestrichene Kniebänke aufgestellt sind.

### Altarraum
Zu besonderen Anlässen werden die gewöhnlich verschlossenen Türflügel der Kapelle geöffnet und geben den Blick auf den Altarraum frei. Auf einem schlichten Altar steht eine Holzfigur der Heiligen Maria mit dem kleinen Jesuskind auf dem Arm vor einem Wandgemälde an der Nordwand, das einen Erker zwischen zwei Säulen zu jeder Seite darstellt, so dass ein räumlicher Eindruck entsteht. Beidseits des Altars sind jeweils zwei Votivtafeln mit dem Gnadenbild angebracht, die aus der ersten Hälfte des 19. Jahrhunderts stammen. Drei der Bilder sind in Öl auf Blech, eines in Öl auf Holz ausgeführt. In der Kapelle befand sich früher ein Steinrelief aus Solnhofener Plattenkalk mit einer Darstellung des Englischen Grußes, das etwa um 1500 geschaffen wurde und dessen ursprüngliche Herkunft unbekannt ist. Das Relief befindet sich heute als Dauerleihgabe im Maximilianmuseum in Augsburg.

## Mariä Himmelfahrt

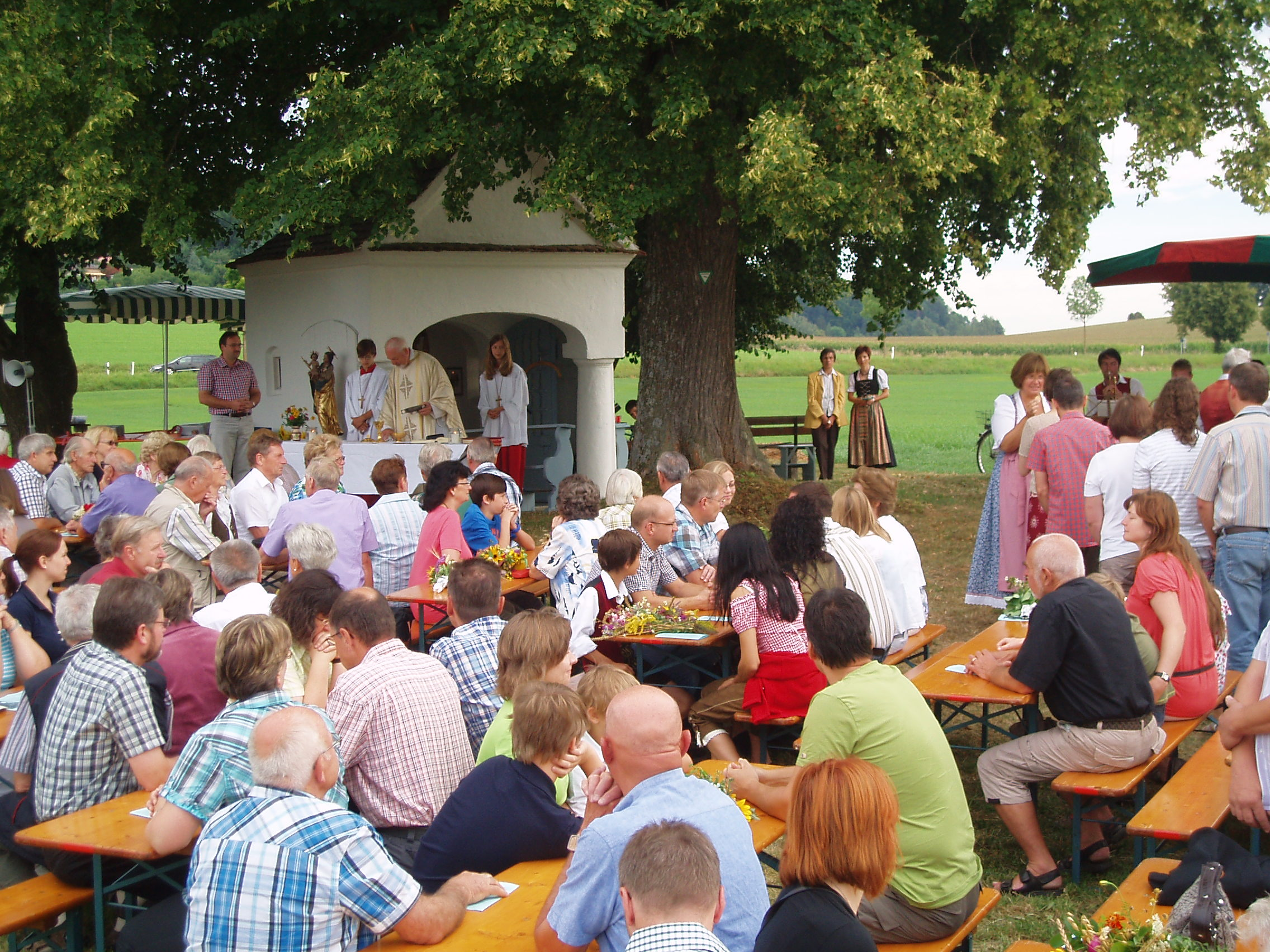
Feldgottesdienst an Mariä Himmelfahrt

Jedes Jahr am 15. August, dem römisch-katholischen Feiertag Mariä Himmelfahrt, findet an der Feldkapelle Mariahilf der Feldgottesdienst der Gemeinde Sankt Martin in Batzenhofen, zu der Edenbergen gehört, statt. Zu diesem Anlass werden die Türflügel der Kapelle geöffnet und davor ein Altar aufgebaut, an dem der Priester die Heilige Messe hält. Für die Besucher des Gottesdienstes werden auf dem Gemeindeplatz Biergarnituren aufgestellt.